# Brańsk
Brańsk est une ville de la voïvodie de Podlachie, dans le nord-est de la Pologne. Elle fait partie du powiat de Bielsk Podlaski. Sa population s'élevait à 3 914 habitants en 2011
.

## Histoire
Au cours de la Seconde Guerre mondiale, les juifs de la ville (environ 2 200 personnes, 65 % de la population totale) sont enfermés dans un ghetto par les Allemands. Le 8 novembre 1942, ils sont déportés au Camp d'extermination de Treblinka et assassinés dans les chambres à gaz. Environ 70 seront exécutés dans le cimetière juif de la ville.

## Démographie
Selon le recenssement de la commune de 1921, ont habité dans le village 3.739 personnes, dont 1.474 étaient catholiques, 100 orthodoxes, et 2.165 judaïques. Parallèlement, 1.530 habitants ont déclaré avoir la nationalité polonaise, 32 la nationalité biélorusse, 2.165 la nationalité juive et 12 russe. Dans le village, il y avait 493 bâtiments habitables.